# Hrastulje
Hrastulje – wieś w Słowenii, w gminie Škocjan. W 2018 roku liczyła 181 mieszkańców.